# Etienne-Charles de Loménie de Brienne
Etienne-Charles kardinal de Loménie de Brienne, francoski rimskokatoliški duhovnik, škof in kardinal, * 9. oktober 1727, Pariz, † 19. februar 1794.

## Življenjepis
Leta 1752 je prejel duhovniško posvečenje.
8. septembra 1760 je bil imenovan za škofa Condoma; 15. decembra istega leta je bil potrjen in 11. januarja 1761 je prejel škofovsko posvečenje.
30. januarja 1763 je bil imenovan za nadškofa Toulousa; 21. marca istega leta je bil potrjen.
23. januarja 1788 je bil imenovan za nadškofa Sensa; 10. marca istega leta je bil potrjen.
15. decembra 1788 je bil povzdignjen v kardinala in imenovan za kardinal-duhovnika; s tega položaja je odstopil 26. septembra 1791.